# 莫爾河 (比爾巴赫河支流)
49°38′24.16″N 9°14′16.29″E / 49.6400444°N 9.2378583°E

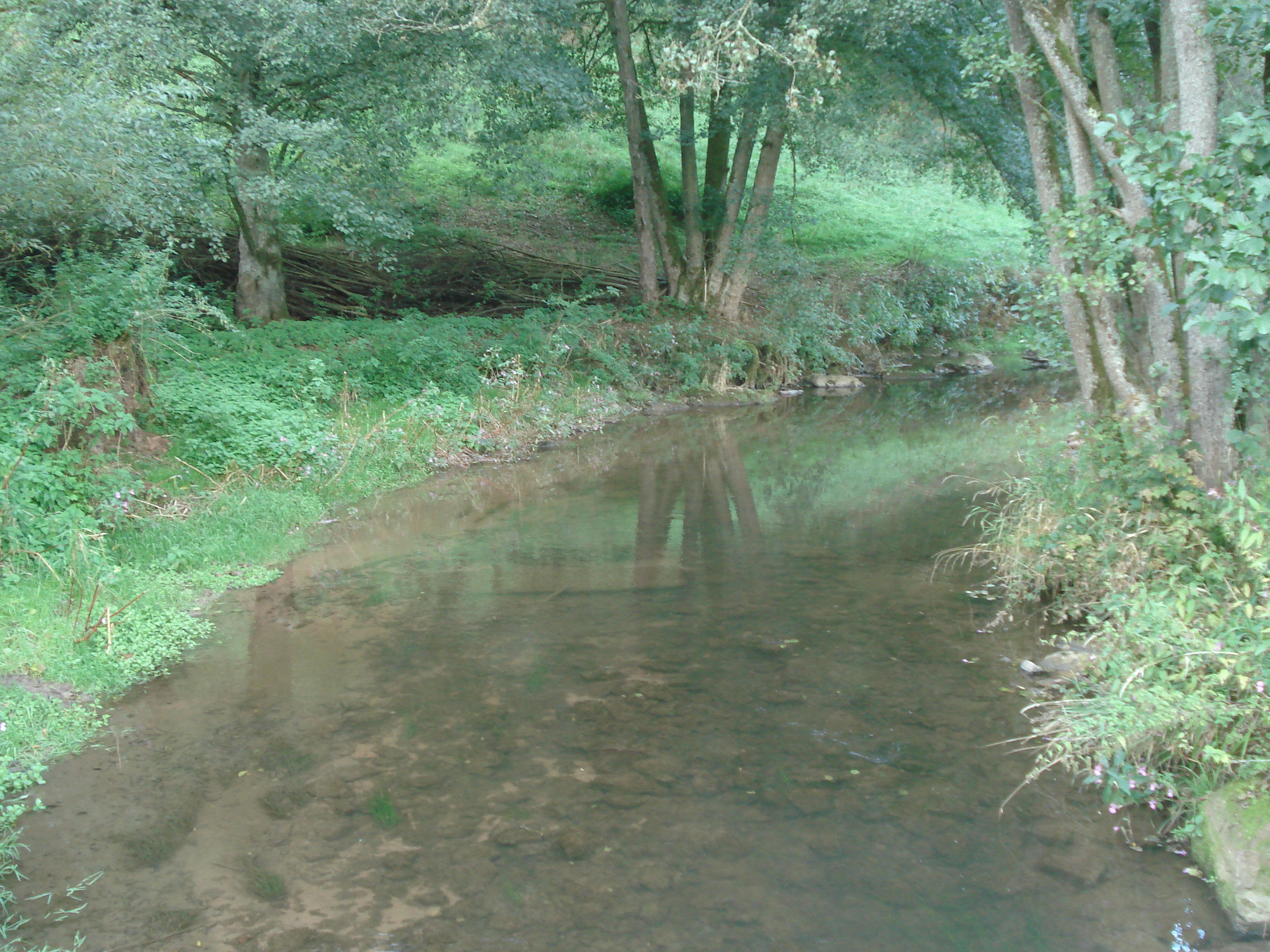

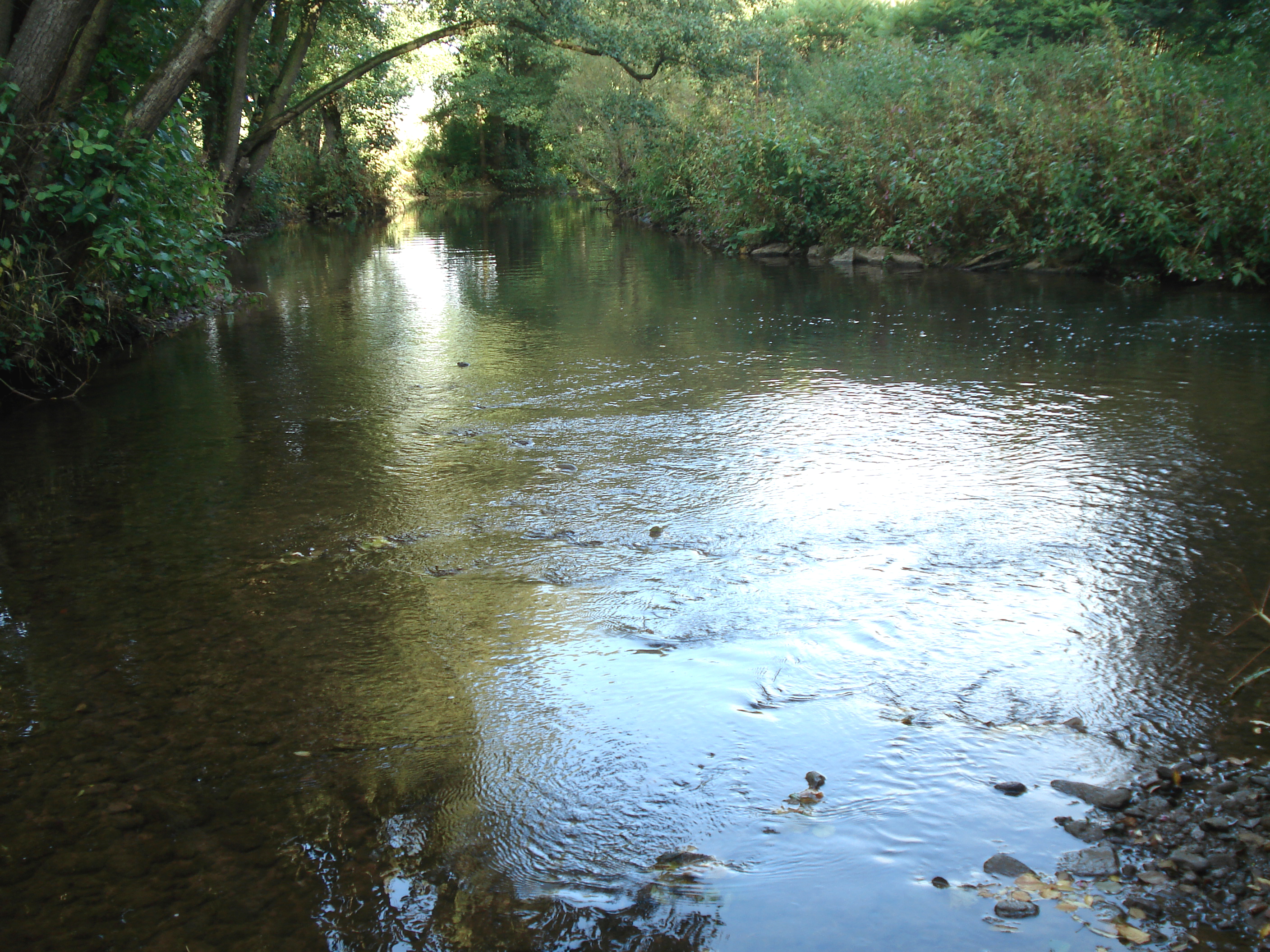

莫爾河（德語：Morre），是德國的河流，位於該國東南部，由巴伐利亞負責管轄，屬於比爾巴赫河的左支流，河道全長22.2公里，流域面積101平方公里，流經布亨。